# Superliga Brasileira de Voleibol Feminino de 2008–09
A Superliga Feminina de Vôlei 2008/2009 foi um torneio realizado a partir de 29 de Outubro de 2008 até 18 de abril de 2009 por doze equipes representando cinco estados.

## Participantes
Banespa, São Paulo/SP
 Brusque, Brusque/SC
 Minas, Belo Horizonte/MG
 Mackenzie, Belo Horizonte/MG
 Osasco, Osasco/SP
 Pinheiros, São Paulo/SP
 Pomerode, Pomerode/SC
 Praia Clube, Uberlândia/MG
 Rio de Janeiro, Rio de Janeiro/RJ
 São Caetano, São Caetano do Sul/SP
 Sport, Recife/PE
 Vôlei Futuro, Araçatuba/SP

## Regulamento

### Fórmula de Disputa
A Superliga Feminina de Vôlei foi disputada por 12 equipes em duas fases:
- Fase Classificatória: As 12 equipes foram divididos em 2 grupos ( Grupo A / Grupo B), onde disputaram 4 torneios. A classificação geral desta fase deve-se ao somatório total de pontos, indenpendente dos grupos, dos 4 torneios, incluindo a das partidas finais. Os dois piores colocados dessa fase não poderão disputar a próxima Superliga
  - 1º Torneio: Os clubes jogaram apenas dentro dos seus grupos os jogos de ida, todos contra todos. Quem somou mais pontos em cada chave disputou a Final do 1º Torneio, em apenas um jogo. A partida foi realizada no ginásio da equipe com o melhor índice técnico e serviu apenas para um maior somatório de pontos para a classificação geral.
  - 2º Torneio: Os clubes jogaram com os participantes do outro grupo os jogos de ida, todos contra todos. Quem somou mais pontos em cada chave disputou a Final do 2º Torneio, em apenas um jogo. A partida foi realizada no ginásio da equipe com o melhor índice técnico e serviu apenas para um maior somatório de pontos para a classificação geral.
  - 3º Torneio: Idêntico ao 2º, mas com os jogos de volta.
  - 4º Torneio: Idêntico ao 1º, mas com os jogos de volta.
- Playoffs: As oito equipes jogaram num sistema mata-mata, a vencedora desses foi declarada Campeã da Superliga Feminina de Vôlei 2008-09. Foi dividida em 3 partes:
  - Quartas de Final: Houve um cruzamento entre as 8 equipes com os melhores índices técnicos, seguindo a lógica: 1ª x 8ª (A); 2ª x 7ª(B); 3ª x 6ª(C) e 4ª x 5ª(D). Estas, jogaram partidas em melhor de 3 (jogos), sendo um mando de campo para cada e o jogo de desempate, se houver, no ginásio da equipe com o melhor índice técnico da Fase Classificatória.
  - Semifinais: Foi disputada pelas equipes que passaram das quartas de final, seguindo a lógica: Vencedora do jogo A x Vencedora do jogo D; Vencedora do jogo B x Vencedora do jogo C.  Estas, jogaram partidas em melhor de 3 (jogos), sendo um mando de campo para cada e o jogo de desempate, se houver, no ginásio da equipe com o melhor índice técnico da Fase Classificatória.
  - Final: Foi disputada entre as duas equipes vencedoras das Semifinais, em apenas uma patida, no Rio de Janeiro

Observação: Para definição do melhor índice técnico no decorrer dos torneios (Fase Classificatória), descartava-se o resultado contra a pior equipe do grupo.

### Critérios de Desempate
1º: Sets Average
2º: Pontos Average
3º: Confronto Direto (Se o empate foi entre duas equipes)
4º: Sorteio

### Pontuação
Vitória: 2 pontos
Derrota: 1 ponto
Não Comparecimento: 0 pontos

## Fase Classificatória

### 1º Torneio
Grupo A
| Pos | Equipe         | Pts | J | V | D | SP | SC | SA     | PP  | PC  | PA    |
| --- | -------------- | --- | - | - | - | -- | -- | ------ | --- | --- | ----- |
| 1   | Rio de Janeiro | 10  | 5 | 5 | 0 | 15 | 1  | 15,000 | 400 | 291 | 1,375 |
| 2   | Brusque        | 9   | 5 | 4 | 1 | 13 | 6  | 2,167  | 432 | 415 | 1,041 |
| 3   | São Caetano    | 8   | 5 | 3 | 2 | 10 | 6  | 1,667  | 376 | 310 | 1,213 |
| 4   | Mackenzie      | 7   | 5 | 2 | 3 | 8  | 11 | 0,727  | 414 | 454 | 0,912 |
| 5   | Vôlei Futuro   | 6   | 5 | 1 | 4 | 4  | 12 | 0,333  | 340 | 393 | 0,865 |
| 6   | Pomerode       | 5   | 5 | 0 | 5 | 1  | 15 | 0,067  | 305 | 404 | 0,755 |

PTS - pontos, J - jogos, V - vitórias, D - derrotas, SP - sets pró, SC - sets contra, SA - sets average, PP - pontos pró, PC - pontos contra, PA - pontos average
Grupo B
| Pos | Equipe      | Pts | J | V | D | SP | SC | SA    | PP  | PC  | PA    |
| --- | ----------- | --- | - | - | - | -- | -- | ----- | --- | --- | ----- |
| 1   | Minas       | 9   | 5 | 4 | 1 | 12 | 6  | 2,000 | 405 | 375 | 1,080 |
| 2   | Osasco      | 8   | 5 | 3 | 2 | 13 | 6  | 2,167 | 429 | 331 | 1,296 |
| 3   | Pinheiros   | 8   | 5 | 3 | 2 | 13 | 8  | 1,625 | 460 | 429 | 1,072 |
| 4   | Praia Clube | 8   | 5 | 3 | 2 | 9  | 12 | 0,750 | 415 | 464 | 0,894 |
| 5   | Banespa     | 7   | 5 | 2 | 3 | 9  | 11 | 0,818 | 422 | 423 | 0,998 |
| 6   | Sport       | 5   | 5 | 0 | 5 | 2  | 15 | 0,133 | 299 | 408 | 0,733 |

PTS - pontos, J - jogos, V - vitórias, D - derrotas, SP - sets pró, SC - sets contra, SA - sets average, PP - pontos pró, PC - pontos contra, PA - pontos average
Final
| Data     | Ginásio     | Cidade         | Jogo           | Jogo | Jogo  | Parciais | Parciais | Parciais | Parciais | Parciais |
| Data     | Ginásio     | Cidade         | Jogo           | Jogo | Jogo  | 1        | 2        | 3        | 4        | 5        |
| -------- | ----------- | -------------- | -------------- | ---- | ----- | -------- | -------- | -------- | -------- | -------- |
| 23/11/08 | Tijuca T.C. | Rio de Janeiro | Rio de Janeiro | 3-0  | Minas | 25-17    | 25-17    | 25-14    | -        | -        |

### 2º Torneio
Grupo A
| Pos | Equipe         | Pts | J | V | D | SP | SC | SA    | PP  | PC  | PA    |
| --- | -------------- | --- | - | - | - | -- | -- | ----- | --- | --- | ----- |
| 1   | Rio de Janeiro | 11  | 6 | 5 | 1 | 15 | 4  | 3,750 | 468 | 369 | 1,268 |
| 2   | São Caetano    | 10  | 6 | 4 | 2 | 13 | 7  | 1,857 | 456 | 379 | 1,203 |
| 3   | Brusque        | 10  | 6 | 4 | 2 | 13 | 19 | 1,556 | 526 | 453 | 1,161 |
| 4   | Mackenzie      | 9   | 6 | 3 | 3 | 11 | 12 | 0,917 | 520 | 508 | 1,024 |
| 5   | Vôlei Futuro   | 8   | 6 | 2 | 4 | 7  | 16 | 0,438 | 453 | 532 | 0,852 |
| 6   | Pomerode       | 6   | 6 | 0 | 6 | 6  | 18 | 0,333 | 438 | 551 | 0,795 |

PTS - pontos, J - jogos, V - vitórias, D - derrotas, SP - sets pró, SC - sets contra, SA - sets average, PP - pontos pró, PC - pontos contra, PA - pontos average
Grupo B
| Pos | Equipe      | Pts | J | V | D | SP | SC | SA    | PP  | PC  | PA    |
| --- | ----------- | --- | - | - | - | -- | -- | ----- | --- | --- | ----- |
| 1   | Osasco      | 12  | 6 | 6 | 0 | 18 | 0  | MAX   | 451 | 324 | 1,392 |
| 2   | Pinheiros   | 11  | 6 | 5 | 1 | 16 | 7  | 2,286 | 522 | 477 | 1,094 |
| 3   | Banespa     | 9   | 6 | 3 | 3 | 11 | 12 | 0,917 | 500 | 540 | 0,926 |
| 4   | Sport       | 8   | 6 | 2 | 4 | 6  | 15 | 0,400 | 361 | 468 | 0,814 |
| 5   | Praia Clube | 7   | 6 | 1 | 5 | 8  | 17 | 0,471 | 496 | 552 | 0,899 |
| 6   | Minas       | 7   | 6 | 1 | 5 | 7  | 15 | 0,467 | 442 | 500 | 0,884 |

PTS - pontos, J - jogos, V - vitórias, D - derrotas, SP - sets pró, SC - sets contra, SA - sets average, PP - pontos pró, PC - pontos contra, PA - pontos average
Final
| Data     | Ginásio        | Cidade | Jogo   | Jogo | Jogo           | Parciais | Parciais | Parciais | Parciais | Parciais |
| Data     | Ginásio        | Cidade | Jogo   | Jogo | Jogo           | 1        | 2        | 3        | 4        | 5        |
| -------- | -------------- | ------ | ------ | ---- | -------------- | -------- | -------- | -------- | -------- | -------- |
| 21/12/08 | José Liberatti | Osasco | Osasco | 2-3  | Rio de Janeiro | 19-25    | 25-17    | 25-23    | 25-27    | 9-15     |

### 3º Torneio
Grupo A
| Pos | Equipe         | Pts | J | V | D | SP | SC | SA    | PP  | PC  | PA    |
| --- | -------------- | --- | - | - | - | -- | -- | ----- | --- | --- | ----- |
| 1   | Rio de Janeiro | 11  | 6 | 5 | 1 | 15 | 3  | 5,000 | 456 | 358 | 1,274 |
| 2   | São Caetano    | 11  | 6 | 5 | 1 | 15 | 7  | 2,143 | 497 | 423 | 1,175 |
| 3   | Brusque        | 10  | 6 | 4 | 2 | 16 | 7  | 2,286 | 523 | 487 | 1,074 |
| 4   | Mackenzie      | 10  | 6 | 4 | 2 | 14 | 10 | 1,400 | 511 | 474 | 1,078 |
| 5   | Pomerode       | 8   | 6 | 2 | 4 | 10 | 16 | 0,625 | 535 | 586 | 0,913 |
| 6   | Vôlei Futuro   | 8   | 6 | 2 | 4 | 6  | 13 | 0,462 | 408 | 458 | 0,891 |

PTS - pontos, J - jogos, V - vitórias, D - derrotas, SP - sets pró, SC - sets contra, SA - sets average, PP - pontos pró, PC - pontos contra, PA - pontos average
Grupo B
| Pos | Equipe      | Pts | J | V | D | SP | SC | SA    | PP  | PC  | PA    |
| --- | ----------- | --- | - | - | - | -- | -- | ----- | --- | --- | ----- |
| 1   | Osasco      | 12  | 6 | 6 | 0 | 18 | 2  | 9,000 | 492 | 392 | 1,255 |
| 2   | Pinheiros   | 10  | 6 | 4 | 2 | 14 | 11 | 1,273 | 551 | 504 | 1,093 |
| 3   | Praia Clube | 8   | 6 | 2 | 4 | 8  | 14 | 0,571 | 456 | 500 | 0,912 |
| 4   | Sport       | 7   | 6 | 1 | 5 | 7  | 15 | 0,467 | 415 | 502 | 0,827 |
| 5   | Minas       | 7   | 6 | 1 | 5 | 6  | 16 | 0,375 | 440 | 512 | 0,859 |
| 6   | Banespa     | 6   | 6 | 0 | 6 | 3  | 18 | 0,167 | 432 | 520 | 0,831 |

PTS - pontos, J - jogos, V - vitórias, D - derrotas, SP - sets pró, SC - sets contra, SA - sets average, PP - pontos pró, PC - pontos contra, PA - pontos average
Final
| Data     | Ginásio        | Cidade | Jogo   | Jogo | Jogo           | Parciais | Parciais | Parciais | Parciais | Parciais |
| Data     | Ginásio        | Cidade | Jogo   | Jogo | Jogo           | 1        | 2        | 3        | 4        | 5        |
| -------- | -------------- | ------ | ------ | ---- | -------------- | -------- | -------- | -------- | -------- | -------- |
| 07/02/09 | José Liberatti | Osasco | Osasco | 0-3  | Rio de Janeiro | 11-25    | 19-25    | 23-25    | -        | -        |

### 4º Torneio
Grupo A
| Pos | Equipe         | Pts | J | V | D | SP | SC | SA    | PP  | PC  | PA    |
| --- | -------------- | --- | - | - | - | -- | -- | ----- | --- | --- | ----- |
| 1   | Rio de Janeiro | 10  | 5 | 5 | 0 | 15 | 2  | 7,500 | 421 | 306 | 1,376 |
| 2   | São Caetano    | 9   | 5 | 4 | 1 | 12 | 3  | 4,000 | 360 | 301 | 1,196 |
| 3   | Vôlei Futuro   | 7   | 5 | 2 | 3 | 8  | 10 | 0,800 | 380 | 404 | 0,941 |
| 4   | Mackenzie      | 7   | 5 | 2 | 3 | 8  | 10 | 0,800 | 394 | 421 | 0,936 |
| 5   | Brusque        | 7   | 5 | 2 | 3 | 7  | 10 | 0,700 | 371 | 390 | 0,951 |
| 6   | Pomerode       | 5   | 5 | 0 | 5 | 0  | 15 | 0,000 | 279 | 383 | 0,728 |

PTS - pontos, J - jogos, V - vitórias, D - derrotas, SP - sets pró, SC - sets contra, SA - sets average, PP - pontos pró, PC - pontos contra, PA - pontos average
Grupo B
| Pos | Equipe      | Pts | J | V | D | SP | SC | SA     | PP  | PC  | PA    |
| --- | ----------- | --- | - | - | - | -- | -- | ------ | --- | --- | ----- |
| 1   | Osasco      | 10  | 5 | 5 | 0 | 15 | 1  | 15,000 | 396 | 281 | 1,409 |
| 2   | Pinheiros   | 9   | 5 | 4 | 1 | 13 | 3  | 4,333  | 378 | 286 | 1,322 |
| 3   | Banespa     | 8   | 5 | 3 | 2 | 9  | 8  | 1,125  | 373 | 384 | 0,971 |
| 4   | Praia Clube | 7   | 5 | 2 | 3 | 6  | 12 | 0,500  | 369 | 402 | 0,918 |
| 5   | Minas       | 6   | 5 | 1 | 4 | 5  | 12 | 0,417  | 333 | 381 | 0,874 |
| 6   | Sport       | 5   | 5 | 0 | 5 | 3  | 15 | 0,200  | 314 | 429 | 0,732 |

PTS - pontos, J - jogos, V - vitórias, D - derrotas, SP - sets pró, SC - sets contra, SA - sets average, PP - pontos pró, PC - pontos contra, PA - pontos average
Final
| Data     | Ginásio        | Cidade | Jogo   | Jogo | Jogo           | Parciais | Parciais | Parciais | Parciais | Parciais |
| Data     | Ginásio        | Cidade | Jogo   | Jogo | Jogo           | 1        | 2        | 3        | 4        | 5        |
| -------- | -------------- | ------ | ------ | ---- | -------------- | -------- | -------- | -------- | -------- | -------- |
| 19/12/07 | José Liberatti | Osasco | Osasco | 0-3  | Rio de Janeiro | 18-25    | 19-25    | 21-25    | -        | -        |

### Classificação Geral
| Cor da tabela                           |
| Classificados às Quartas de Final       |
| Não disputará o torneio no ano seguinte |

| Pos | Equipe         | Pts | J  | V  | D  | SP | SC | SA    | PP   | PC   | PA    |
| --- | -------------- | --- | -- | -- | -- | -- | -- | ----- | ---- | ---- | ----- |
| 1   | Rio de Janeiro | 50  | 26 | 24 | 2  | 72 | 12 | 6,000 | 2077 | 1586 | 1,309 |
| 2   | Osasco         | 45  | 25 | 20 | 5  | 66 | 17 | 3,882 | 1982 | 1585 | 1,250 |
| 3   | São Caetano    | 38  | 22 | 16 | 6  | 50 | 23 | 2,174 | 1689 | 1413 | 1,195 |
| 4   | Pinheiros      | 38  | 22 | 16 | 6  | 56 | 29 | 1,931 | 1911 | 1696 | 1,127 |
| 5   | Brusque        | 36  | 22 | 14 | 8  | 50 | 32 | 1,563 | 1852 | 1745 | 1,061 |
| 6   | Mackenzie      | 33  | 22 | 11 | 11 | 41 | 42 | 0,976 | 1839 | 1857 | 0,990 |
| 7   | Banespa        | 30  | 22 | 8  | 14 | 32 | 49 | 0,653 | 1727 | 1867 | 0,925 |
| 8   | Minas          | 30  | 23 | 7  | 16 | 30 | 52 | 0,577 | 1668 | 1859 | 0,897 |
| 9   | Praia Clube    | 30  | 22 | 8  | 14 | 31 | 56 | 0,554 | 1727 | 1918 | 0,900 |
| 10  | Vôlei Futuro   | 29  | 22 | 7  | 15 | 25 | 51 | 0,490 | 1581 | 1787 | 0,885 |
| 11  | Sport          | 25  | 22 | 3  | 19 | 18 | 60 | 0,300 | 1409 | 1800 | 0,780 |
| 12  | Pomerode       | 24  | 22 | 2  | 20 | 17 | 64 | 0,266 | 1557 | 1924 | 0,809 |

PTS - pontos, J - jogos, V - vitórias, D - derrotas, SP - sets pró, SC - sets contra, SA - sets average, PP - pontos pró, PC - pontos contra, PA - pontos average
 Campeão de um torneio
 Vice Campeão de um torneio

## Playoffs

### Quartas de Final
1ª Rodada
| Data     | Ginásio                 | Cidade         | Jogo      | Jogo | Jogo           | Parciais | Parciais | Parciais | Parciais | Parciais |
| Data     | Ginásio                 | Cidade         | Jogo      | Jogo | Jogo           | 1        | 2        | 3        | 4        | 5        |
| -------- | ----------------------- | -------------- | --------- | ---- | -------------- | -------- | -------- | -------- | -------- | -------- |
| 20/03/09 | E.C.Banespa             | São Paulo      | Banespa   | 0-3  | Osasco         | 22-25    | 17-25    | 17-25    | -        | -        |
| 21/03/09 | Arena Vivo              | Belo Horizonte | Minas     | 0-3  | Rio de Janeiro | 12-25    | 13-25    | 17-25    | -        | -        |
| 21/03/09 | Mackenzie Esporte Clube | Belo Horizonte | Mackenzie | 0-3  | São Caetano    | 18-25    | 16-25    | 18-25    | -        | -        |
| 21/03/09 | Arena Multiuso          | Brusque        | Brusque   | 3-1  | Pinheiros      | 25-27    | 25-21    | 25-17    | 25-20    | -        |

2ª Rodada
| Data     | Ginásio                          | Cidade             | Jogo           | Jogo | Jogo      | Parciais | Parciais | Parciais | Parciais | Parciais |
| Data     | Ginásio                          | Cidade             | Jogo           | Jogo | Jogo      | 1        | 2        | 3        | 4        | 5        |
| -------- | -------------------------------- | ------------------ | -------------- | ---- | --------- | -------- | -------- | -------- | -------- | -------- |
| 25/03/09 | Lauro Gomes                      | São Caetano do Sul | São Caetano    | 3-1  | Mackenzie | 19-25    | 25-10    | 25-20    | 25-19    | -        |
| 26/03/09 | Tijuca T.C.                      | Rio de Janeiro     | Rio de Janeiro | 3-0  | Minas     | 25-19    | 25-15    | 25-14    | -        | -        |
| 26/03/09 | Poliesportivo Henrique Villaboim | São Paulo          | Pinheiros      | 1-3  | Brusque   | 19-25    | 21-25    | 25-16    | 17-25    | -        |
| 27/03/09 | José Liberatti                   | Osasco             | Osasco         | 3-0  | Banespa   | 25-18    | 25-19    | 25-13    | -        | -        |

-Rio de Janeiro, Osasco,São Caetano e Brusque passaram de fase

### Semi Finais
1ª Rodada
| Data     | Ginásio        | Cidade  | Jogo    | Jogo | Jogo           | Parciais | Parciais | Parciais | Parciais | Parciais |
| Data     | Ginásio        | Cidade  | Jogo    | Jogo | Jogo           | 1        | 2        | 3        | 4        | 5        |
| -------- | -------------- | ------- | ------- | ---- | -------------- | -------- | -------- | -------- | -------- | -------- |
| 03/04/09 | Arena Multiuso | Brusque | Brusque | 3-2  | Rio de Janeiro | 28-26    | 25-21    | 10-25    | 23-25    | 15 -7    |
| 04/04/09 | José Liberatti | Osasco  | Osasco  | 3-1  | São Caetano    | 18-25    | 25-14    | 25-21    | 29-27    | -        |

2ª Rodada
| Data     | Ginásio     | Cidade         | Jogo           | Jogo | Jogo    | Parciais | Parciais | Parciais | Parciais | Parciais |
| Data     | Ginásio     | Cidade         | Jogo           | Jogo | Jogo    | 1        | 2        | 3        | 4        | 5        |
| -------- | ----------- | -------------- | -------------- | ---- | ------- | -------- | -------- | -------- | -------- | -------- |
| 07/04/09 | Tijuca T.C. | Rio de Janeiro | Rio de Janeiro | 3-2  | Brusque | 29-31    | 24-26    | 25-18    | 25-15    | 15-9     |
| 12/04/09 | José Correa | Barueri        | São Caetano    | 3-2  | Osasco  | 16-25    | 25-22    | 25-18    | 18-25    | 15-10    |

3ª Rodada
| Data     | Ginásio        | Cidade         | Jogo           | Jogo | Jogo        | Parciais | Parciais | Parciais | Parciais | Parciais |
| Data     | Ginásio        | Cidade         | Jogo           | Jogo | Jogo        | 1        | 2        | 3        | 4        | 5        |
| -------- | -------------- | -------------- | -------------- | ---- | ----------- | -------- | -------- | -------- | -------- | -------- |
| 11/04/09 | Tijuca T.C.    | Rio de Janeiro | Rio de Janeiro | 3-0  | Brusque     | 25-22    | 25-11    | 25-16    | -        | -        |
| 14/04/09 | José Liberatti | Osasco         | Osasco         | 3-0  | São Caetano | 25-11    | 25-16    | 25-22    | -        | -        |

-Rio de Janeiro e Osasco passaram de fase

### Terceiro Lugar
| Data     | Ginásio     | Cidade             | Jogo        | Jogo | Jogo    | Parciais | Parciais | Parciais | Parciais | Parciais |
| Data     | Ginásio     | Cidade             | Jogo        | Jogo | Jogo    | 1        | 2        | 3        | 4        | 5        |
| -------- | ----------- | ------------------ | ----------- | ---- | ------- | -------- | -------- | -------- | -------- | -------- |
| 16/04/09 | Lauro Gomes | São Caetano do Sul | São Caetano | 3-0  | Brusque | 25-23    | 25-22    | 25-16    | -        | -        |

-São Caetano terceiro colocado da Superliga Feminina

### Final
| Data     | Ginásio       | Cidade         | Jogo           | Jogo | Jogo   | Parciais | Parciais | Parciais | Parciais | Parciais |
| Data     | Ginásio       | Cidade         | Jogo           | Jogo | Jogo   | 1        | 2        | 3        | 4        | 5        |
| -------- | ------------- | -------------- | -------------- | ---- | ------ | -------- | -------- | -------- | -------- | -------- |
| 18/04/09 | Maracanãzinho | Rio de Janeiro | Rio de Janeiro | 3-2  | Osasco | 25-22    | 21-25    | 18-25    | 27-25    | 15-12    |

-Rio de Janeiro campeão da Superliga Feminina

## Campeão
| Superliga Brasileira Feminina 2008-09 |
| ------------------------------------- |
| Rio de Janeiro 4º Título              |